# فوتبالی‌ها
فوتبالی‌ها فیلمی به کارگردانی عباس خواجه‌وند و نویسندگی کیانوش اسلامی، سیروس میمنت ساختهٔ سال ۱۳۸۹ است.

## بازیگران
- مهران غفوریان
- رضا شفیعی جم
- کیمیا باباییان
- مهدی امینی خواه
- یوسف صیادی
- سیدجواد هاشمی
- احمد پورمخبر
- رضا حسینی
- سیروس میمنت
- امید متقی
- فرید ولی زاده